# Yasser Ayyash
Dom Yasser Ayyash (em árabe: ياسر عياش), Shatana, perto de Irbid, Jordânia, 4 de dezembro de 1955, é um arcebispo católico jordano, que atualmente exerce o seu ministério na Arquieparquia de Jerusalém dos melquitas.

## Biografia
Estudou em Beit Sahour e Belém e formou-se na Pontifícia Universidade São Tomás de Aquino em Roma, onde foi ordenado diacono em 1983. Quatro anos mais tarde, em 1987, foi ordenado padre em Amã. Foi pároco em Amã e Gérasa.

### Episcopado
Em 21 de junho de 2007, o santo Sínodo Melquita nomeou-o archieparca de Petra e Filadelfia, tornando-se o primeiro jordano neste archieparchia. Recebeu a consagração episcopal em 13 de outubro seguinte pelas mãos do patriarca Gregório III, co-consagrando o arcebispo Georges El-Murr e o bispo Joseph Absi. Em outubro de 2010, ele participou da assembléia especial do Sínodo dos bispos em Roma, como delegado bispo da Igreja Melquita da Jordânia, e sublinhou a posição relativamente boa das Igrejas Orientais na Jordânia.
Em 14 de abril de 2015, ele renunciou ao seu ministério. Em 9 de fevereiro de 2018 foi eleito vigário patriarcal de Jerusalém dos melquitas do santo Sínodo Melquita, sucedendo à dom Joseph Jules Zerey.; 